# Australephestiodes
Australephestiodes é um gênero de mariposa pertencente à família Crambidae.